# Mérite wallon
Le Mérite wallon est une distinction honorifique de la Région wallonne instituée par le décret du 31 mars 2011.
Elle est décernée chaque année à Namur, lors de la fête de la Région wallonne, par le gouvernement wallon, et consacre la reconnaissance des autorités wallonnes envers « toute personne physique ou morale dont le talent ou le mérite a fait ou fait honneur à la Wallonie dans une mesure exceptionnelle et contribue ainsi d’une façon significative à son rayonnement. Le mérite doit avoir un lien direct ou indirect avec les compétences de la Région wallonne. ».
Dans des circonstances exceptionnelles motivées, liées à des cas particuliers, le gouvernement pourra octroyer la distinction officielle du mérite wallon à tout moment durant l'année.

## Grades
Le Mérite wallon a 4 grades : 
- Commandeur (C.M.W.), qui est le rang le plus élevé
- Officier (O.M.W.) et
- Chevalier (Ch.M.W.),
- Médaille (M.M.W.),

| Grades                 | Commandeur (C.M.W.) | Officier (O.M.W.) | Chevalier (Ch.M.W.) | Médaille (M.M.W.) |
| ---------------------- | ------------------- | ----------------- | ------------------- | ----------------- |
| Décoration             |                     |                   |                     |                   |
| Ruban de revers        |                     |                   |                     |                   |
| Rosette                |                     |                   |                     |                   |
| Insigne de boutonnière |                     |                   |                     |                   |

## Promotions

### Promotion historique
En 2012, année du centenaire de la Lettre au roi de Jules Destrée et de la création de l'Assemblée wallonne, 32 personnalités historiques « ayant contribué de manière substantielle à l'affirmation de la conscience wallonne et à la naissance politique de la Wallonie »  ont été honorées, à titre posthume, par le Gouvernement wallon : 
- Commandeurs : François Bovesse, Fernand Dehousse, Jules Destrée, André Renard, Jean Rey et Freddy Terwagne.
- Officiers : Élie Baussart, Auguste Buisseret, Alfred Califice, André Cools, Julien Delaite, Marie Delcourt, Urbain Destrée, Léonie de Waha, Paul Gahide, Léopold Genicot, André Genot, Léon-Ernest Halkin, Pierre Harmel, Charlotte Hauglustaine, Jacques Leclercq, Jules Mahieu, Fernand Massart, Joseph-Jean Merlot, Albert Mockel, Paul Pastur, Félix Rousseau, Fernand Schreurs, Léon Troclet, Georges Truffaut, François Van Belle et Jacques Yerna.

### Lauréats 2011
Les lauréats de la promotion 2011 sont :
- Commandeurs : Luc et Jean-Pierre Dardenne, Justine Henin, Hervé Hasquin, Guy Spitaels, Jean Stéphenne, Lise Thiry, Jean-Pascal van Ypersele de Strihou.
- Officiers : Santiago Calatrava, Raymond Coumont, Armel Job, Jean Louvet, Yves du Monceau de Bergendal, Jean-Claude Vandermeeren, Georges Vercheval.
- Chevaliers : Hubert Nyssen, Yves Vanassche, le corps des pompiers d'Ath, le corps des pompiers de Liège, Nicolas Tordoir (à titre posthume), Alexis Robert (à titre posthume) et Vicky Storms (à titre posthume).
- Médailles : Sophie Bernes, Jean-François Desguin, Steve Fafra, Olivier Lecocq, François Lerate, Pierre Noran.

### Lauréats 2012
Les lauréats de la promotion 2012 sont :
Commandeurs : Gérard de Geer, Olivier De Schutter, Franco Dragone, François Englert, Michèle George.
Officiers : Cédric Blanpain, Paul Brusson, Arsène Burny, Lionel Cox, Michel Daerden (à titre posthume), Eric Domb, Bernard Foccroulle, Jean-Michel Foidart, Marie Gillain, Arthur Haulot (à titre posthume), Jean-Émile Humblet, Freddy Joris, Christian Jourquin, Roger Lallemand, Albert Liénard (à titre posthume), Musique en Wallonie ASBL, Michel Quévit, Gabriel Ringlet, Jean-Michel Saive, Bernard Serin.
Chevaliers : Corinne Boulangier, Christine Mahy, Luc Maquoi (à titre posthume), Guy Namurois (à titre posthume), Nele Paxinou, Paul Trigalet, Charline Van Snick.

### Lauréats 2013[10]
- Officiers : Roch Doliveux, François Fornieri, Jean Galler, Catherine Henry, Jacques Hoyaux, Joseph Michel, Marcel Miller, Thierry Bodson, Thierry Jacques, Isabelle Cassiers, Joël De Coninck, Sang Hoon Degeimbre, François Walthéry, Musée de la vie wallonne,

- Chevaliers : Tony Ciccarella, Frédéric Maréchal, Yvonne L’Hoest, Liliane Balfroid, Charles Gardier, Nicolas Guiot, Jacques Mercier, Jean Steffens, Marc Coudron, Anne d’Ieteren, Noël Levêque, Abbé Willy Gettemans, Gérard Jadoul, Paul Piret

### Lauréats 2014[11]
- Officiers : Bernard Delvaux, Yves Prete, Emmanuel Prévinaire, Philippe Taminiaux, Fabienne Bister, Les Grignoux, François Maniquet, Pierre Sonveaux, Steven Laureys, Michel Georges, Louis Leloup, Stéphane Halleux, Daniel Van Buyten, Pino Cerami, Valmy Féaux, Guy Lutgen, Serge Kubla, François Martou

- Chevaliers : Françoise Gillard, Jodie Devos, Mélanie De Biasio, Laury Zioui, Nadia Zioui, Arabelle Meirlaen, Nafissatou Thiam, René Schyns, Jean Dauphin, Jean Nicolay

### Lauréats 2015[12]
- Commandeur : Salvatore Adamo

- Officiers : Marie-Anne Belfroid-Ronveaux, Ingrid Berghmans, Patrice D. Cani[13], William Cliff, Bruno Colson, Anne Demelenne, Jacques Dubois, la Ducasse d'Ath, la Ducasse de Mons, Marie-Elisabeth Faymonville, David Goffin, Pierre Kroll, Marie-José Laloy, Sabine Laruelle, Roger Leloup, Louis Namèche, Willy Peers, Jean-Claude Pirotte, Vincent Reuter et Pierre Rion

- Chevaliers : Mady Andrien, Arlette Baumans, la Bourse aux dons, Vinciane Despret, André Galhaut, Nicole Gillet, Anne Marie Heller, Laurence Humier, Sébastien Jodogne et le Vignoble des Agaises

### Lauréats 2016[14]
- Commandeur : Nafissatou Thiam (élevée au rang de commandeur à la suite de son titre olympique)

- Officiers : Mitiku Belachew, Laurent Busine, Alain Coumont, Muriel De Lathouwer, Jean Defraigne, Roger Dernoncourt, John-John Dohmen, les Échasseurs namurois, Robert Eyben, Françoise Foulon, Simon Gougnard, Jean-Pierre Hansen, Steve Houben, Kazuhiko Imamura, Bouli Lanners, Chantal Mouffe, Philippe Reynaert, Jean Sequaris, Tchantchès, Université A&M du Texas

- Chevaliers : Amicale des mineurs des charbonnages de Wallonie, Association des descendants des Wallons de Suède, Concepteurs du nanosatellite "Oufti-1", Daphné Cornez, Christiane De Wan, Jean-François Deberg, Alice on the Roof, Élodie Francart, Joachim Gérard, Michaël Gillon, Christophe Hindricq, IDELUX, Marie-Louise Matagne, Frank Mestdagh, Carol Piron, Sarah Piron, Lucile Soufflet

### Lauréats 2017[15]
- Au rang de commandeur : Philippe Maystadt dans la catégorie "politique ", David Goffin dans la catégorie "sport", Lara Fabian dans la catégorie "musique", le Baron et la Baronne Duesberg dans la catégorie "culture"
- Au rang d'officier :  Marc du Bois dans la catégorie "entreprise", Anabelle Decottignies dans la catégorie "Sciences", Steve Darcis dans la catégorie "sport", Virginie Hocq dans la catégorie "culture", Monseigneur Harpigny dans la catégorie "églises" et le carnaval de Binche.

- Au rang de chevalier : Aline Zeler dans la catégorie "sport", Lionel Lhote dans la catégorie "musique", Geoffrey Coppin dans la catégorie "cinéma", Poupée Borreman dans la catégorie "action sociale"

- Médaillés : Justine Katz dans la catégorie "Journalisme", Maxime Evrard dans la catégorie "héroïsme"

### Lauréats 2018[16]
- Au rang de commandeur : Soraya Belkacemi (à titre posthume), Lucile Garcia (à titre posthume) et Cyril Vangriecken (à titre posthume) dans la catégorie "héroisme", médailles toutes trois décernées à la suite de l'attaque du 29 mai 2018 à Liège, Cécile de France dans la catégorie "cinéma", Eden Hazard dans la catégorie "sport".
- Au rang d'officier : Michel Foucart dans la catégorie "entreprise ", Joachim Gerard dans la catégorie "sport", Eléonor Sana et Chloé Sana dans la catégorie "sport", Jean-Claude Servais dans la catégorie "culture" , les frères Jean-Baptiste et Christophe Thomaes dans la catégorie "gastronomie".
- Au rang de chevalier, Salvatore Curaba dans la catégorie « entreprise », Jean-Philippe Darcis dans la catégorie « entreprise », Gauthier Louppe dans la catégorie "culture", Anne Querinjean dans la catégorie « culture », Alexandra Tondeur dans la catégorie « sport », et Stephan Uhoda dans la catégorie « culture ».
- Médaillés : il n'y a pas eu de médaillés.

### Lauréats 2019[17]
- Au rang de commandeur : Philippe Gilbert, Benoît Poelvoorde, Robert Waseige (à titre posthume).
- Au rang d'officier : Christian Lange, Marjorie Carpréaux, Jean-Jacques Cloquet, Pierre Gobron, Michel Lecomte, Manfred Peters, Michel Wanty, club de hockey Watducks.
- Au rang de chevalier : Hugues Bultot et José Castillo, Michel Mercier, Hélène Vander Massen, Nadja Vilenne.
- Médaille : Jule Frerotte, Adélaïde Charlier, Ayrton Desimpelaere, Maud Michotte, Elise Vanderelst.

### Lauréats 2021[18]
- Au rang de commandeur : Philippe de Riquet, prince de Chimay, Françoise Bautier, princesse de Chimay, Joachim Gérard.
- Au rang d'officier : Denis Dutrane, Marie-Claire Lambert, Stéphan Mercier, Fabien Pinckaers, Élise Vanderelst.
- Au rang de chevalier : Bettina Bierfeld, Fabian Bodeux, Michel Bosseloirs, Niels Bouwens, Pierre-Yves Brull, Marjorie Carpreaux, Claude Chardon, Chelsea Da Via, Milo Dardenne, Mélanie De Paul, Nathan Delhaxhe, Charlotte Depierreux, Thierry Gretry, Roger Louvet, Brigitte Malou, Vincent Maquinay, Armand Marchant, Anaïs Montes, Christine Riga, Jean-Luc Vanderauwera, Loïc Warlomont.

### Lauréats 2022
- Au rang de commandeur : Pierre Rapsat[19], Mariette Delahaut ;
- Au rang d'officier : Dominique Roynet, Charles Szymkowicz, Philippe Draux, Nathalie Draux, Fabrice Brion, Aurélie Willems, Hassan Jarfi[20] ;
- Au rang de chevalier : Julie Clausse, Luana Debatty, Hamide Canolly, Evy Lenoir, Luc Petit, Céline Courtoy[20].

### Lauréats 2023
- Au rang de commandeur : Bouli Lanners, Jeanne Vercheval, Jean-Pierre Verheggen[21] ;
- Au rang d'officier : José Chapellier, Pierre de Maere, Virginie Dufrasne, Françoise Jolly, Adrien Joveneau, Raphaël Liégeois, Amélie Matton, Sybille Mertens de Wilmars, Dominique Pellegrino, Olivier Vandecasteele[21] ;
- Au rang de chevalier : Stéphanie Angelroth, Alice De Magnée, Harry Fayt, Laura Latour, Camille Laus, Lara Marquet, David Servais[21] ;

### Lauréats 2024
- Au rang de commandeur : Jodie Devos, Anne d'Ieteren (nl), Paul Furlan, Jean-Michel Saive[22]
- Au rang d'officier : Michel Boreux, Jean-François Bourlart, Guy Delrée, Philippe Foucart[22]
- Au rang de chevalier : Marie Trignon, BeeOdiversity, Nicolas Gillis[22]
- Médaille : Maxime Carabin, Sarah Chaâri, Didier Gustin, Gabriella Willems[22]

## Liens
- « Décret relatif au mérite wallon », sur Wallex - Le droit en Wallonie, 31 mars 2011 (consulté le 11 octobre 2014)
- Site officiel